# Münzen von Delphi

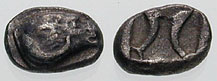
Trihemiobol, ca. 520–460 v. Chr.

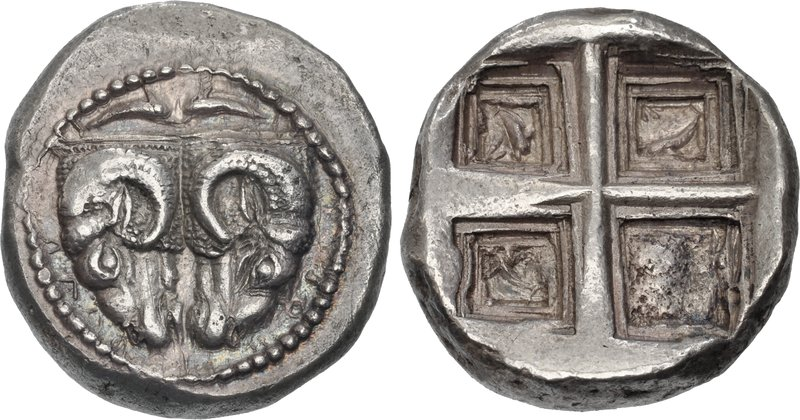
Tridrachme, ca. 500 v. Chr.

Die delphischen Münzen wurden unregelmäßig im Auftrag amphiktyonischer Stämme geprägt. Es wurden Statere, Tridrachmen, Drachmen, Hemidrachmen, Obole, Hemiobole gemünzt.

## Chronologie der Münzenprägung
Die Münzprägung von Delphi dauerte von ca. 515 v. Chr. bis 357 v. Chr. Man kann diese Zeit in drei Prägeperioden aufteilen.

### Erste Prägeperiode ca. 500 v.Chr.–421 v.Chr.
Die erste bekannte delphische Münze entstand im Jahr 515 v. Chr. Auf der Vorderseite der Münze ist der Kopf eines Widders dargestellt, einem Symboltier des Gottes Apollon. Auf der Rückseite ist eine Schale oder ein Omphalos im quadratum incusum dargestellt.
Bald nach 479 v. Chr., also direkt im Anschluss an die Perserkriege, entstand in Delphi eine Tridrachme. Zwei Rhyta in Form von Widderschädeln sind auf der Vorderseite nebeneinander platziert. Diese Trinkgefäße stellen kostbare Weihgeschenke dar, die wahrscheinlich nach dem Sieg über die Perser im Tempel zu Delphi geweiht wurden. Über den Rhyten sind zwei Delfine dargestellt, auch sie gehören zum Kult des Apollon. Die Rückseitendarstellung zeigt vier Kassetten mit je einem Delfin und einer Palmette in jedem der Felder.
Zwischen 450 und 420 v. Chr. wurden silberne Obole geprägt. Auf deren Vorderseite ist ein Dreifuß, der Sitz der Pythia, dargestellt. Auf der Rückseite dieser Münzen sind erneut eine Schale oder ein Omphalos im quadratum incusum gezeigt. Damit folgen sie den gängigen Darstellungen aus der Zeit nach den Perserkriegen.

### Zweite Prägeperiode 421 v.Chr.–371 v.Chr.
Die einzige bekannte Münze aus dieser Periode ist ein Stater. Auf der Vorderseite ist eine Darstellung eines Widderkopfs und auf der Rückseite ein Ziegenkopf im quadratum incusum. Der Kopf der Ziege ist eine Anspielung auf die Legende, dass durch eine verirrte Ziege der Platz für den Apollon-Tempel gefunden wurde.

### Dritte Prägeperiode 371 v. Chr.–357 v.Chr.
Im Jahr 373 v. Chr. war der Apollo-Tempel durch einige Katastrophen zerstört, deswegen mussten die Bewohner Delphis das Gebäude restaurieren. Doch die Phoker eroberten das Heiligtum und plünderten die Schatzhäuser. Von 346 bis 336 v. Chr. wurde der Schatz zum Teil durch die jährliche Zahlung der Phoker zurückbezahlt. In dieser Zeit beschlossen die Amphiktyonen den veralteten Bestand der Silbermünzen, der in ihrem Besitz war, zu schmelzen und in eine einheitliche lokale Prägung umzuwandeln.

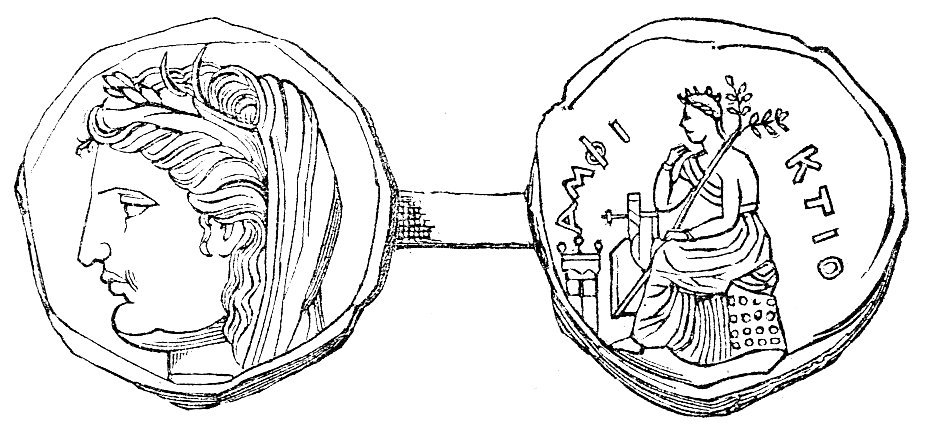
Zeichnung des Silberstaters aus dem Jahr 336 v. Chr. mit Demeter auf der Vorderseite und Apollon auf der Rückseite aus dem Illustrerad verldshistoria utgifven av E. Wallis. band I aus dem Jahr 1875

Im Jahr 336 v. Chr. prägten die Amphiktyonen in Delphi unter besonderen Umständen wieder interessante Münzen. Es sind Statere mit einer Aufschrift, die man als Prägung der Delphischen Amphiktyonie identifizieren kann. Auf der Vorderseite der neuen Münzen ist ein Kopf der Demeter, die mit Weizenähren gekrönt und verschleiert ist, dargestellt. Die Rückseite ist Apollon gewidmet. Es wurden zwei Motive für die Rückseite gewählt. Auf einigen ist Apollon Phytias auf dem Omphalos sitzend mit einem Lorbeerzweig in der Hand und mit einer überdimensionalen Leier gezeigt, vor ihm befindet sich der heilige Dreifuß. Rund um die Münze ist eine Legende „AMΦIKTIONΩN“ wiedergegeben. Auf anderen Münzen ist eine Schlange, die um den Omphalos gewunden ist dargestellt, diese Schlange ist Python.

## Besonderheiten
Von allen bekannten delphischen Münzen weist die aiginetische Tridrachme mehrere Besonderheiten auf. Diese Münze ist wesentlich schwerer als normale Tridrachmen. Das Gewicht ist genau so hoch wie bei aiginetischen Drachmen, sie sind aber schwerer als attische Tetradrachmen.